# Ubik (czasopismo)
Ubik lub Ubik Fantastyka – polski dwumiesięcznik literacko-publicystyczny o tematyce fantastycznej, który ukazywał się w latach 2003–2004. Wyszło siedem numerów, ze względu na pewną nieregularność w ukazywaniu się nowych numerów pisma, bliżej mu było do kwartalnika. W 2005 ukazała się antologia Bez bohatera z opowiadaniami, które pierwotnie miały zostać wydrukowane w kolejnych numerach pisma, zaś w 2006 jej drugi tom, pod tytułem Polowanie na lwa.
Redaktorem naczelnym był Jakub Chomicki, redakcję tworzyli także: Sławomir Spasiewicz, Andrzej Świech, Konrad Walewski i Tomasz J. Tkaczyk.